# Blastomicosi
La blastomicosi, o malattia di Gilchrist, è una micosi sistemica causata dal fungo Blastomyces dermatitidis. Endemica in alcune regioni dell'America del Nord, presenta sintomatologia simile alla Istoplasmosi.

## Morfologia
B. dermatitidis è un fungo dimorfico, il che significa che esiste a temperatura ambiente (25 °C) nello stato di muffa e a 37 °C nello stato di lievito. La forma di muffa è filamentosa e in agar Sabouraud si presenta di un colore variabile dal bianco al marroncino mentre al microscopio è ialina. La muffa produce conidi rotondi od ovali dal diametro di 2-10 µm presso le terminazioni delle ramificazioni delle ife settate ma può anche produrre clamidospore più grandi. La forma di lievito è costituita da cellule dal diametro di 8-30 µm, di forma sferica, multinucleate e con parete spessa. Le cellule di lievito che si osservano al microscopio presentano spesso formazione di gemme (blastoconidi) caratteristicamente unite alla cellula madre da un'ampia base di citoplasma.
I conidi inalati dal terreno o da materiale organico in putrefazione penetrano attraverso le vie respiratorie sino agli alveoli polmonari dove si trasformano nella forma di lievito a causa della temperatura di circa 37 °C ivi presente. Il lievito si replica e colonizza le mucose respiratorie mentre i conidi che non sono riusciti a trasformarsi in tempo in lievito vengono fagocitati dai macrofagi alveolari o da altri fagociti. Le cellule di questo lievito sono poco immunogeniche poiché poco dopo la trasformazione eliminano gli antigeni maggiormente capaci di scatenare la risposta immunitaria dell'ospite e modificano la composizione della parete cellulare diventando resistenti alla fagocitosi. Uno degli antigeni più immunogenici di B. dermatitidis è una glicoproteina della parete cellulare di 120 kD chiamata WI-1 che media l'adesione delle cellule di lievito con i fagociti scatenando sia la risposta umorale che quella cellulare. Le cellule di lievito con elevata espressione di WI-1 sono facilmente fagocitate dai macrofagi, mentre le cellule virulente diminuiscono l'espressione di questa glicoproteina.. Oltre a WI-1 sembra che la virulenza del fungo sia correlata anche al polisaccaride α-(1-3)-glucano la cui abbondanza nella parete cellulare è inversamente proporzionale all'espressione di WI-1 sulla stessa, così che i ceppi virulenti di B. dermatitidis esprimono grandi quantità di α-(1-3)-glucano. Si pensa che questo sia dovuto al fatto che in qualche modo le molecole di α-(1-3)-glucano nascondano la glicoproteina WI-1 al riconoscimento del sistema immunitario e nel contempo partecipino al rilascio di un diverso antigene proteico di 85 kDa di WI-1 che si lega a componenti del sistema del complemento e agli anticorpi inibendo la risposta immunitaria umorale da una parte e quella cellulare dall'altra andando a legare i recettori dei macrofagi e promuovendo l'attivazione di risposte da parte di linfociti TH2.
La blastomicosi può essere generalmente distinta in polmonare o extrapolmonare. Nel primo caso la sintomatologia clinica varia in base allo stato immunitario del paziente e all'esposizione al fungo tanto che può essere asintomatica, risultare simile ad una normale influenza oppure manifestarsi in modo simile ad una polmonite con tosse, febbre alta, infiltrati polmonari ed insufficienza respiratoria nelle forme gravi. In seguito all'invasione del polmone e alla penetrazione nella circolazione sanguigna la blastomicosi si manifesta sulla cute sotto forma di lesioni croniche sotto forma di papule, pustole o verruche che possono ulcerare ma possono altresì essere non dolenti. Le parti del corpo più colpite sono viso, collo e mani. Le blastomicosi extrapolmonari possono colpire cute, fegato, milza, reni, ossa e sistema nervoso centrale, la disseminazione a quest'ultimo sito è molto più comune nei pazienti affetti da AIDS o immunosoppressi che tuttavia, in generale, presentano un'incidenza perfino minore rispetto agli individui immunocompetenti.

## Epidemiologia
B. dermatitidis cresce tra materiale organico in decomposizione. Il fungo è contratto dall'uomo per inalazione di conidi e il paziente infetto non è contagioso. Colpisce in egual misura maschi e femmine di tutte le età. B. dermatitidis è diffuso in particolare negli stati centro e sud-orientali del Nord America come New York, Ohio, Louisiana, Carolina del Nord e Carolina del Sud e in alcune zone del Canada presso i Grandi Laghi e in Africa. L'incidenza è di 1-2 casi ogni 100 000 abitanti.

## Diagnosi
La diagnosi di blastomicosi si effettua mediante identificazione della forma di lievito di B. dermatitidis in campioni di espettorato, liquido cerebrospinale, urina o biopsia polmonare al microscopio e tramite coltura. Il fungo può essere colorato con ematossilina-eosina, Giemsa o PAS. B. dermatitidis è un fungo dalla lenta crescita che richiede almeno 1 mese di incubazione. La forma miceliale non è diagnostica, e ciò, unito alla bassa incidenza, può portare ad errori diagnostici.

## Terapia
Le forme gravi di blastomicosi, che coinvolgono il SNC o che mettono a rischio di vita il paziente vengono trattate efficacemente con amfotericina B, forme più moderate sono trattate con l'itraconazolo oppure fluconazolo qualora il primo non sia tollerato.

## Prognosi
Tassi di mortalità nei pazienti trattati:
- 0-2% tra i pazienti trattati immunocompetenti
- 29% tra i pazienti immunocompromessi
- 40% tra i pazienti affetti da AIDS
- 68% tra i pazienti che si presentano in sindrome da distress respiratorio acuta (ARDS)